# Молодёжное (Краснопресненский сельский округ)
Молодёжное (каз. Молодёжный) — село в Мендыкаринском районе Костанайской области Казахстана. Входит в состав Краснопресненского сельского округа. Находится примерно в 25 км к западу от районного центра, села Боровского. Код КАТО — 395647400.

## Население
В 1999 году население села составляло 133 человека (66 мужчин и 67 женщин). По данным переписи 2009 года, в селе проживал 91 человек (42 мужчины и 49 женщин). По данным переписи 2021 года, в селе проживало 60 человек (33 мужчины и 27 женщин).